# 顾国和
顾国和（1928年－1991年），香港航运业企业家、慈善家。香港泰昌祥轮船公司前老板。浙江镇海人。

## 生平
出自镇海航运业世家大碶头顾氏。赴为民国时期私营航运业巨头顾宗瑞，是他的三子。母亲周翠玉。上有二兄，顾国敏、顾国华，均为香港航运业企业家。姐姐顾丽真，是世界船王董浩云之妻兒子是前香港行政長官董建華。妻子顾水文梅。
1927年，农历大年初二，生于上海。早年即在上海生活、求学。后赴美国留学，获得美国宾夕法尼亚大学海洋工程学位。后转赴纽约，在位于纽约的世界海事学校进修国际法、海洋法。
1948年，赴香港创业，打拼航运业。20世纪六、七十年代，转赴日本，在日本创立泰昌祥轮船公司。后任泰昌祥轮船有限公司董事长。
1984年11月，首次回中国大陆探亲、投资。
在香港、国际的海运组织中曾担任要职。2001年至2003年，任香港船东会主席。也曾是香港特区政府航运业理事会成员。曾任国际独立油轮船东协会（INTERTANKO）执行委员会副主席。
1991年2月2日去世，享年63岁。

## 慈善事业
热心公益，曾先后捐资创办以其父母命名的学校、公益设施多所，包括：
- 宗瑞医院
- 宗瑞图书馆
- 宗瑞青少年宫
- 周翠玉幼儿园。

1992年，在香港创设香港顾国和基金会，资助中国大陆文化教育事业，曾创办：
- 顾国和中学
- 顾国和外国语学校[4]
- 宁波大学宗瑞航海楼